# 聖裔
聖裔（阿拉伯语：‎）原本是指「家族成員」的意思。在伊斯蘭教的傳統裡，這個詞語被用來指稱伊斯蘭教先知穆罕默德的家人。
什葉派教派較重視聖裔，阿列維派的信仰主張「熱愛阿里及他的家人」。什葉派認為聖裔是穆罕默德的繼承人，包括法蒂瑪、阿里、哈桑、侯賽因（統稱為罩在斗篷下的人）及各位伊瑪目。對於聖裔的重要性及哪些人才可以被稱為聖裔則存有不同的意見。
在遜尼派裡，穆罕默德的家庭成員包括穆罕默德自己、他的妻子及包括法蒂瑪在內的女兒、他的同輩兄弟姐妹及女婿阿里、阿里的兒子哈桑及侯賽因，還有所有穆罕默德的後裔，有時亦包括叔父輩（阿布·塔利卜及阿拔斯）的後裔（參看巴努哈希姆）。一些遜尼派只把哈桑、侯賽因及他們的先輩視為聖裔。熱愛聖裔是所有穆斯林的宗教義務。

## 古蘭經
《古蘭經》裡用了兩次「聖裔」來指稱先知的妻子。第一次是指稱穆罕默德的幾位妻子，第二次是指稱亞伯拉罕的妻子撒拉。
有人認為《古蘭經》第42章第23節當中所述的「同族」其實是對聖裔的一個隱晦說法。

## 解讀
對於哪些人才可以稱為聖裔一直都有許多的討論，雖然還有許多的分歧，但遜尼派的主流派別及什葉派都承認的聖訓「罩在斗篷下的人」提到阿里、法蒂瑪、哈桑及侯賽因被穆罕默德罩在他的斗篷之下，因此他們都被視為聖裔。《古蘭經》裡有一段經文是這樣描述聖裔的：
先知的妻子們啊！你們不像別的任何婦女，如果你們敬畏真主，就不要說溫柔的話，以免心中有病的人們，貪戀你們；你們應當說莊重的話。你們應當安居於你們的家中，你們不要炫露你們的美麗，如從前蒙昧時代的婦女那樣。你們應當謹守拜功，完納天課，順從真主及其使者。先知的家屬啊！真主只欲消除你們的污穢，洗淨你們的罪惡。你們應當謹記在你們家中所宣讀的真主的跡象和格言，真主是玄妙的，是徹知的。——同盟軍章（第33章）第32－34節
這段經文當中「先知的家屬」的精確定義有幾種不同的說法。有說法指穆罕默德的伙伴波斯人塞爾曼亦被視為聖裔。傳統的《古蘭經》詮釋家引用的大部分傳說把穆罕默德的妻子排除在聖裔之外，但這些遜尼派的詮釋家卻把她們與穆罕默德的血親看齊，把他們一同視為聖裔，甚至有意見認為聖裔是專指穆罕默德的妻子。根據遜尼派的觀點，其他的聖裔包括在斗篷聖訓裡提到的阿里、法蒂瑪、哈桑及侯賽因。根據東方學家勞拉·韋恰·瓦列里在《伊斯蘭教百科全書》裡指出，「許多傳說都有記載穆罕默德在宗教佈道辯論會等場合上把一些人護在斗篷之下，這些人包括孫子哈桑及侯賽因、女兒法蒂瑪及女婿阿里，包括穆罕默德在內，這五人被稱為『罩在斗篷下的人』。有些人有意把穆罕默德的妻子都算進去，但這個尊稱始終都只屬於這五人」。
有其他的解釋把聖裔延伸至阿里及穆罕默德親屬的家人，例如阿基爾及賈法爾。早期的伊斯蘭教法學家馬立克·伊本·阿納斯及阿布·哈尼法把哈希姆部族包括在內，沙斐儀則把穆塔利布部族包括在內。
什葉派根據相關傳說的推斷，認為只有穆罕默德、法蒂瑪、阿里、哈桑、侯賽因及他們的後裔（統稱為罩在斗篷下的人）是聖裔。他們把《古蘭經》經文裡對聖裔的代詞改變解釋為只有上述的人物才可以稱為聖裔。伊斯蘭學家威爾弗雷德·馬德隆寫道：「這種詞性轉變無可避免地導致五位罩在斗篷下的人在後期經文裡的故事出現不同的版本。」什葉派把這些人視為是永無過失、聖潔無暇的伊瑪目，並認為敬愛他們是伊斯蘭教的重要部分。
什葉派穆斯林又引用遜尼派的一則信實聖訓加以支持這個說法。許多遜尼派學者的評論稱這則聖訓當中提到的淨化經文牽涉的五人是穆罕默德、阿里、法蒂瑪、哈桑及侯賽因。
聖妻阿伊莎傳述：有天早上穆聖出来，身着一件黑色山羊毛織且飾有圖案的斗篷，哈桑、侯賽因、阿里和法蒂瑪先後都来。穆聖用斗篷遮住他們，誦讀了這節經文：「先知的家屬啊！安拉只欲消除你們的污穢，洗淨你們的罪惡。」——《穆斯林聖訓實錄》聖門弟子的品德，第九節：穆聖家屬的品德
這則聖訓與法蒂瑪所述有所不同。法蒂瑪記述當她的父親抱恙在身到訪的時候，他向法蒂瑪要了一件也門披風，她把披風蓋在穆罕默德身上，接着他的孫兒哈桑及侯賽因及女婿阿里都先後走到披風之內，最後法蒂瑪亦獲得穆罕默德的准許走到披風之下。穆罕默德向披風之下的五人誦讀《古蘭經》第33章第33節，指他們是被選中的人，又表示他希望真主能夠讓罪惡遠離他們。他向真主禱告稱這五人是他的族裔，祈求納斯吉（污穢之物）遠離他們。真主馬上派遣加百列向穆罕默德表示在披風之下的五人是真主摰親摰愛的人，並指他們是至潔的，沒有任何不潔的痕跡。
許多遜尼派穆斯林都相信這則聖則，當中穆罕默德只把法蒂瑪、阿里、哈桑、侯賽因及他本人稱為「罩在斗篷下的人」，因此大部分什葉派穆斯林都認為他們是被真主選中的穆斯林社會領袖。穆罕默德、法蒂瑪及十二位伊瑪目被統稱為十四聖賢。

## 重要性
穆罕默德的家屬在穆斯林的眼裡享有特殊地位，因而受到崇敬。雖然有不同的說法，但《古蘭經》經文及聖訓裡有要求愛戴穆罕默德的親屬，例如「你說：『我不為傳達使命而向你們索取報酬，但求為同族而親愛。』」傳統的經註家塔巴拉尼認為這段經文大概是指有血緣關係的穆斯林。一個什葉派採納的解釋認為這段經文是指聖裔，另一個觀點則指這是指示穆斯林愛戴他們的親屬，這個看法得到當代學者馬德隆的支持。
伊斯蘭教法禁止穆罕默德的家族管理薩達卡（善款）及天課（濟貧稅），因為穆罕默德不許他本人及他的家人（包括哈希姆部族）取得這種收入。法學家給出的解釋是這些救濟金是人們的污物，他們奉獻財物的目的是洗滌他們的罪惡，因此由穆罕默德的親屬處理及使用這些財物不匹配他們的身份，但他們可獲分戰利品。
穆斯林在日常的禮拜當中會說「噢，願真主保佑穆罕默德及他的家人。在許多穆斯林社群裡，穆罕默德家族的後裔享有崇高的社會地位，有賽義德或謝里夫的銜稱。
奉行神秘主義的蘇非教團會通過穆罕默德的家人追溯到穆罕默德，最終追溯到真主來達到靈修的目的，因為他們相信穆罕默德把靈修的方式傳授給他的家人。在什葉派裡，穆罕默德的家人是伊斯蘭教的中心。在穆罕默德辭朝演說的一個版本裡，據稱他所說留下來的兩件東西是《古蘭經》及他的家人，其他版本則說是《古蘭經》及他的聖行（穆罕默德的言行）或只說了《古蘭經》。什葉派普遍相信經文中有多處提到宇宙的存在是源於穆罕默德的家庭，指出如果不是為了他們，真主不會創造堅奈（天堂）與地球、樂園及亞當與夏娃。

## 什葉派的聖裔
「罩在斗篷下的人」加上十二伊瑪目就是什葉派定義的聖裔，被視為是穆罕默德之後被真主選中的伊斯蘭教領航人，他們是：
- 先知穆罕默德
- 聖女法蒂瑪
- 伊瑪目阿里·本·阿比·塔利卜
- 伊瑪目哈桑
- 伊瑪目侯賽因
- 伊瑪目穆罕默德·伊本·哈奈菲葉
- 聖女宰納白·賓特·阿里
- 伊瑪目阿里·宰因·阿比丁
- 伊瑪目穆罕默德·伊本·阿里
- 伊瑪目賈法爾·伊本·穆罕默德
- 伊瑪目穆薩·伊本·賈法爾
- 伊瑪目阿里·伊本·穆薩
- 伊瑪目穆罕默德·伊本·阿里
- 伊瑪目阿里·伊本·穆罕默德
- 伊瑪目哈桑·伊本·阿里
- 伊瑪目霍賈特·伊本·哈桑[參 6]

## 註腳
1. ↑  Orlin（2015年），第23页
2. ↑  Davis（2007年），第58页
3. ↑  Nielsen（2013年），第255页
4. ↑  Haider（2014年），第36-37页
5. ↑  Sharma（2000年），第118页
6. ↑  馬堅（1981年），第171、323页
7. ↑  Darftary & Meri（2003年），第316页
8. ↑  Fitzpatrick & Walker（2014年），第155页
9. ↑  馬堅（1981年），第323页
10. ↑  Jestice（2004年），第761页
11. ↑  Stowasser（1996年），第172页
12. ↑  Bearman等（2014年），Fāṭima
13. ↑  Alhady（1999年），第44页
14. ↑  Madelung（1998年），第14-15页
15. ↑  Morgan（2010年），第225页
16. ↑  Leaman（2013年），第9页
17. ↑  Madelung（1998年），第13-17页
18. ↑  Weiss（2000年），第71页
19. ↑  馬堅（1981年），第374页
20. ↑  Madelung（1998年），第13页
21. ↑  Madelung（1998年），第14页
22. ↑  馬堅（1981年），第427页
23. ↑  Fitzpatrick & Walker（2014年），第138页
24. ↑  Syed，Akhtar & Usmani（2011年），第28页
25. ↑  Takim（2012年），第43页
26. ↑  Gibb（1967年），第258页

## 延伸阅读
[在维基数据编辑]
 《欽定古今圖書集成·明倫彙編·官常典·聖裔部》，出自陈梦雷《古今圖書集成》